# Chateau Meiland en Route
Chateau Meiland en Route is een Nederlands televisieprogramma dat sinds 2024 uitgezonden wordt door SBS6. In het programma gaat de familie Meiland, bestaande uit Martien Meiland, Erica Renkema, Montana Meiland en Maxime Meiland op een camperrondreis door Europa op zoek naar een nieuw vakantiehuis. Het programma is een spin-off van het programma Chateau Meiland, hier stamt tevens ook de programmanaam van af.

## Format
In het programma maakt de familie Meiland een rondreis door Europa op zoek naar een nieuw vakantiehuis in de zon voor Martien. De familie deed deze reis in het eerste seizoen in twee delen: het eerste deel met één camper en het tweede deel, vanaf aflevering negen, met twee campers. Tijdens dit tweede deel sloten de man en kinderen van Maxime Meiland zich aan bij het gezelschap. Tussen de twee reizen was de familie in Nederland voor onder meer een geplande operatie die Renkema moest ondergaan. Het ritme van wekelijkse uitzendingen werd hierdoor niet onderbroken.
Tijdens de reis bezoeken ze verschillende plaatsen, en overnachten ze meestal op een camping, waar ze in de camper overnachten. Ze bezoeken tevens locaties waar ze veel mee hebben: zo bezoeken ze hun oude buurvrouw in Thénioux, waarnaast ze van 2007 tot en met 2009 een Bed and breakfast runde, en bezoeken ze in Beynac hun oude Bed and breakfast Chateau Marillaux waarmee de realityserie Chateau Meiland tot stand kwam. Daarnaast ondernemen ze als familie diverse activiteiten zoals een expeditie door een grot en blokarten.

## Afleveringsoverzicht
| Afl. | Uitzenddatum      | Locaties                                                  | Kijkcijfers |
| ---- | ----------------- | --------------------------------------------------------- | ----------- |
| 1    | 26 augustus 2024  | Noordwijk / Belgische Ardennen                            | 1.021.000   |
| 2    | 2 september 2024  | Belgische Ardennen / Parijs                               | 1.051.000   |
| 3    | 9 september 2024  | Parijs                                                    | 1.072.000   |
| 4    | 16 september 2024 | Thénioux / Cancale                                        | 1.209.000   |
| 5    | 23 september 2024 | Baguer-Morvan / Cherrueix / Jersey                        | 1.200.000   |
| 6    | 30 september 2024 | Jersey                                                    | 1.309.000   |
| 7    | 7 oktober 2024    | Jersey / Château de Meillant                              | 1.251.000   |
| 8    | 14 oktober 2024   | Château de Meillant / Chateau Marillaux / Pierre-Buffière | 1.165.000   |
| 9    | 21 oktober 2024   | Noordwijk / Franse Pyreneeën                              | 1.256.000   |
| 10   | 4 november 2024   | Franse Pyreneeën / Andorra                                | 1.254.000   |
| 11   | 5 november 2024   | Andorra / Montpellier / San Remo                          | 1.230.000   |
| 12   | 11 november 2024  | San Remo / Fréjus                                         | 1.113.000   |
| 13   | 12 november 2024  | Fréjus / Saint-Raphaël                                    | 1.032.000   |
| 14   | 13 november 2024  | Altea / Altea Hills / Calp / Benidorm                     | 977.000     |

## Achtergrond

### Ontstaan
Voor het promoten van hun serie Chateau Meiland VIPS gaven Martien Meiland en Erica Renkema in een interview met RTL Boulevard aan dat ze ouder worden en hun leven in vergelijking met vijf jaar geleden, tijdens de start van Chateau Meiland, een stuk saaier is geworden om te volgen voor een realityserie en ze geen dingen in hun dagelijks leven willen verzinnen. Daarnaast wordt een nieuw familiehuis gebouwd waar de familie niet wil dat er gefilmd gaat worden. Hierdoor werd besloten het programma deze spin-off te geven met een andere invalshoek: de familie vertrekt met een camper voor een aantal weken naar het buitenland. Op 24 juni 2024 werd het programma door Talpa Network officieel aangekondigd, hierbij werd tevens de titel en startdatum bekendgemaakt.

### Productie
De opnames van het programma werden in twee delen opgenomen, het eerste deel van de reis ging van start op 2 juni 2024 en duurde drie weken. Het tweede deel van de opnames gingen een aantal weken later van start, rond begin augustus 2024, hierbij werden Leroy Molkenboer, Claire Meiland en Vivé Meiland-Molkenboer ook aan de spin-off toegevoegd om met de familie mee op reis te gaan.

### Ontvangst
De eerste aflevering van het programma werd uitgezonden op maandag 26 augustus 2024 en werd bekeken door 1.021.000 kijkers, hiermee was het de zevende best bekeken programma van die dag. Daarnaast kreeg de nieuwe insteek van het programma complimenten van de televisierecensent van Veronica Superguide, zo schreef hij dat het programma met deze nieuwe insteek meteen verfrissend aanvoelt. Wel waren er kijkers die in twijfel trokken of de familie wel daadwerkelijk in de camper hebben geslapen. Een woordvoerder van Talpa gaf aan dat de familie in de camper slaapt en als dat niet het geval is, dat dan ook in het programma getoond zal worden.
Het programma werd negen weken lang iedere maandag uitgezonden. Op maandag 28 oktober 2024 werd deze reeks onderbroken en werd het programma niet uitgezonden doordat SBS6 een nieuw programma op die dag wilde lanceren tegelijk met Net5. Chateau Meiland en Route keerde vervolgens die week erop terug en werd zowel op maandag als dinsdag uitgezonden. Die week daarna, de laatste uitzendweek van het programma, werd het programma uitgezonden op de maandag, dinsdag en woensdag.
Op 20 november 2024 maakte Erica Renkema tegenover De Telegraaf bekend dat de zoektocht naar een vakantiehuis in een vervolg zal worden voortgezet. Dit vervolg verscheen op 17 maart 2025 onder de naam Chateau Meiland La Dolce Vita.